# Pla de la Vinya (Riells del Fai)
El Pla de la Vinya, és una plana agrícola del terme municipal de Bigues i Riells, al Vallès Oriental, en territori del poble de Riells del Fai. Està situat al nord-oest del poble, al costat de llevant i sud-est de la masia de Can Jaume. És al nord-est del Planot, a la dreta del torrent de Llòbrega. El travessa el Camí de Sant Miquel del Fai.